# Eurosia ludekingi
Eurosia ludekingi là một loài bướm đêm thuộc phân họ Arctiinae, họ Erebidae.